# Johann Lorenz Bach
Johann Lorenz Bach (* 10. Septemberjul. / 20. September 1695greg. in Schweinfurt; † 14. Dezember 1773 in Lahm) war ein deutscher Komponist aus der fränkischen Linie der Familie Bach.

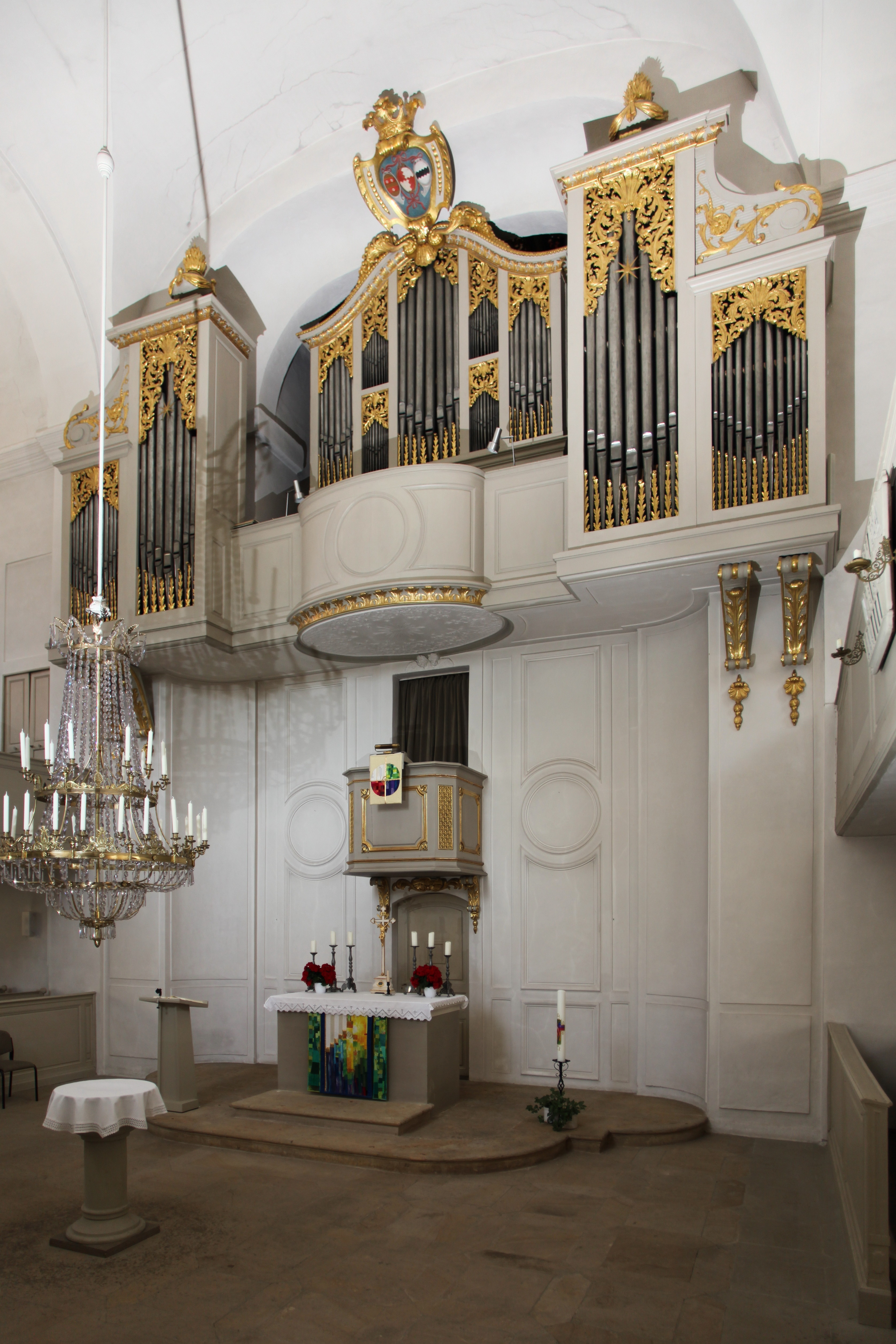
Die Herbst-Orgel (1728–1732), an der Johann Lorenz Bach wirkte.

## Leben
Johann Lorenz Bach wurde musikalisch von seinem Vater Johann Valentin Bach sowie 1713–1717 in Weimar von Johann Sebastian Bach ausgebildet. Von 1718 bis zu seinem Tode 1773 war er Kantor, Organist und Schulmeister in der Freiherrlich Lichtensteinischen Residenz Lahm, in Franken zwischen Coburg und Bamberg.
In der Schlosskirche steht noch die Orgel, die er über fünfzig Jahre spielte: ein weitgehend original erhaltenes Instrument des Orgelbauers Heinrich Gottlieb Herbst aus Halberstadt, erbaut 1728–1732 mit 29 klingenden Registern auf zwei Manualen und üppig besetztem Pedal. Ein Grabstein erinnert in der Kirche an Johann Lorenz Bach.
Außer einem Präludium und Fuge in D-Dur sind die Werke von Johann Lorenz Bach verschollen.
Eine Abschrift des Präludiums gibt es im Pfarrarchiv Lahm/Itzgrund.
Die Fuge D-Dur ist in Sammelbänden (z. B. Ritter 'Geschichte des Orgelspiels' Band 2) vorhanden.
Dort ist sie allerdings unter Johann Bernhard Bach zu finden.
Hier das bisher nicht zugängliche Praeludium D-Dur des "Lahmer" Bachs:
 Praeludium D-Durⓘ
Johann Sebastians Stammbaum der Bachfamilie hat folgenden Eintrag zu Joh. Lorenz:
„No. 38. Joh. Lorenz Bach, Joh. Valent. Bachs Sub No. 21 ältester Sohn, ist Organist zu Lahme in Franken.“
Bach heiratete 1719 Catharina Froembes. Das Paar hatte fünf Töchter.